# Epaminondas
Epaminondas (/ɪˌpæməˈnɒndəs/; tiếng Hy Lạp: Ἐπαμεινώνδας, Epameinondas; ? - 362 TCN) là một tướng lính và chính trị gia của thành bang Thebes vào thế kỷ 4 TCN. Ông nổi tiếng với chiến thuật "đánh dọc sườn" (oblique order) áp dụng trong trận đánh Leuctra, đánh tan đội hình phalanx của thành bang Sparta.